# Піаноза
Піаноза (італ. Isola di Pianosa) — острів в Середземному морі, входить до складу Тосканського архіпелагу. Адміністративно острів Піаноза є комуною Кампо-нелл'Ельба у складі провінції Ліворно регіону Тоскана.

## Географія
Найвища точка острову — 29 м над рівнем моря, звідки й назва (від італ. pianura — «плоский»).

## Історія
Перші люди з'явилися на острові в пізньому палеоліті. За часів Стародавнього Риму на острові розміщалося римське поселення Планас, з театром і катакомбами. В 6 році н.е. імператор Октавіан Август відправив у заслання на острів свого внука і потенційного спадкоємця престолу  Агриппу Постума, який був тут же убитий за наказом імператора  Тіберія в 14 році. В Середньовіччі за володіння островом боролися Піза і Генуя. Хоча документи XVIII століття підтверджують, що острів колись був покритий густим лісом, але сезонні поселення рибалок і завезені ними тварини покінчили з природною деревною рослинністю Піанози. В 1858-1998 роках Піаноза виконувала роль в'язниці строгого режиму, де, серед інших, містилися особливо небезпечні мафіозі.

## У культурі
Острів Піаноза здобув популярність завдяки абсурдистському антивоєнному роману Джозефа Хеллера «Пастка на дурнів» або «Пастка-22». Дія роману відбувається на Піанозі, де, відповідно до сюжету, розміщена 488-а ескадрилья 27-ї повітряної армії, хоча сам автор обумовлює, що острів, «безумовно, надто малий, щоб вмістити описані події».
Існує ще один, менший, острів з назвою Піаноза в Адріатичному морі.